# Flandern Rundt 2012
Flandern Rundt 2012 var den 96. udgave af cykelløbet Flandern Rundt og årets anden af de store klassikere. Løbet foregik over 254,4 km den 1. april. Løbet blev vundet af Tom Boonen, efter at han slog Filippo Pozzato og Alessandro Ballan i spurten. 

## Ændringer i løbet
Løbsprofilen var drastisk ændret fra tidligere år. Målbyen var flyttet fra Meerbeke til Oudenaarde. Kendte bakker som Muur van Geraardsbergen og Bosberg, som har været de to mest centrale bakker i løbet siden 1975, var fjernet fra løbet. Løbet indeholdt nye bakker, og de tre bakker i finalen blev kørt tre gange. Flere udfordrende bakker som kunne blive udslagsgivende var lagt til, som for eksempel Koppenberg.
Cykelrytterne selv havde delte meninger om sagen, hvor nogen, som Fabian Cancellara, godt kunne lide den nye finale på løbet, mens andre, som  Stijn Devolder, mente at løbet aldrig ville blive det samme igen.

## Hold
I alt 25 hold blev inviteret til at deltage i løbet, med de 18 UCI World Tour-hold plus 7 kontinentalhold som fik wildcard. 
- ProTeam: Ag2r-La Mondiale, Pro Team Astana, BMC Racing Team, Euskaltel-Euskadi, FDJ BigMat, Garmin-Barracuda, GreenEDGE, Katusha, Lampre-ISD, Liquigas-Cannondale, Lotto-Belisol, Movistar Team, Omega Pharma-Quick Step, Rabobank, RadioShack-Nissan, Team Saxo Bank, Team Sky, Vacansoleil-DCM.
- Professionelle kontinentalhold: Accent.jobs-Willems veranda's, Argos-Shimano, Farnese Vini Selle Italia, Landbouwkrediet-Euphony, Topsport Vlaanderen-Mercator, Team Europcar, Team NetApp

## Resultater
|    | Rytter            | Hold                      | Tid     |
| -- | ----------------- | ------------------------- | ------- |
| 1  | Tom Boonen        | Omega Pharma-Quick Step   | 5:32.44 |
| 2  | Filippo Pozzato   | Farnese Vini Selle Italia | s.t.    |
| 3  | Alessandro Ballan | BMC Racing Team           | s.t.    |
| 4  | Greg Van Avermaet | BMC Racing Team           | + 38    |
| 5  | Peter Sagan       | Liquigas-Cannondale       | + 38    |
| 6  | Niki Terpstra     | Omega Pharma-Quick Step   | + 38    |
| 7  | Luca Paolini      | Katusha                   | + 38    |
| 8  | Thomas Voeckler   | Europcar                  | + 38    |
| 9  | Matti Breschel    | Rabobank                  | + 38    |
| 10 | Sylvain Chavanel  | Omega Pharma-Quick Step   | + 38    |